# Ampersand

Vlevo moderní ampersand, vpravo starší podoba, tzv. italský ampersand

Ligatura et

Ampersand neboli et je anglický resp. latinský název pro symbol &, logogram, používaný ve významu souřadicí spojky „a“ (a tak i česky čtený, někdy i „et“). Vlastní český název nemá a užívají se oba cizojazyčné.

## Význam a historie

Vývoj ampersandu

Původně se jedná o ligaturu malých písmen e a t, tedy latinské spojky „et“ téhož významu. Tento vývoj, který začíná už ve starověkých latinských rukopisech, nejlépe přiblíží obrázek vpravo.
Anglický název „ampersand“ vznikl zkomolením označení „and per se and“, což je anglicko-latinské vyjádření funkce znaku & a do češtiny by šlo převést jako „(znak) a sám o sobě (znamenající) a“. Tato fráze má původ nejspíše při odříkávání abecedy v anglických školách 19. století. Písmena, která by mohla být zaměněna za slova (např. A, I), se odlišovala právě latinským „per se“ (samo o sobě) uváděným před nimi. Znak & byl připojován na konec abecedy.
V češtině lze znak nahradit spojkou „a“, v angličtině „and“, v různých schématech i znaménkem „+“. V českém textu se většinou čte jednoduše „a“, případně – k odlišení od prostého „a“ – latinsky „et“. Kvůli častému používání v názvech firem typu „Otec a syn“ v podobě „Otec & syn“ se mu dříve říkalo „obchodní A“.

## Psaní na klávesnici
V anglickém rozložení klávesnice je zpravidla ampersand uveden přímo a jeho vložení lze dosáhnout kombinací kláves ⇧ Shift+7. Některá česká rozložení klávesnice (QWERTY) jej umožňují psát pomocí klávesové kombinace AltGr+7, v nejčastějším českém rozložení jej lze psát pomocí klávesové kombinace AltGr+C (nebo Ctrl+Alt+C). V systému Microsoft Windows lze zpravidla také podržet levý Alt a na numerické klávesnici vyťukat kód znaku 38. Na české klávesnici v systému Mac OS X se píše kombinací Option+7.